# Beware of Strangers (film 1917)
Beware of Strangers è un film muto del 1917 diretto da Colin Campbell. Prodotto dalla Selig, aveva tra gli interpreti Fritzi Brunette, Tom Santschi, Bessie Eyton, Edward Coxen.

## Trama
John Mentor, all'apparenza importante uomo d'affari, è in realtà a capo di un gruppo criminale.  Quando sua figlia Madeleine scopre il vero carattere del padre, rompe ogni rapporto con lui. Mentor e i suoi derubano Harry Lyttle, il banchiere di una piccola città: approfittando della sua credulità, lo raggirano con la complicità di un chiaroveggente. La banca fallisce e Little viene lasciato dalla fidanzata che, per vendicarsi di lui, lo vende ai gangster. La banda cerca di ricattare un milionario, accusandolo di aver violato il Mann Act, una legge che contrastava i traffici di esseri umani e la prostituzione. Ma la gang segna la propria fine rapendo Madeleine, ignorando che la ragazza è la figlia di Mentor.

## Produzione
Le riprese del film, prodotto dalla Selig Polyscope Company con il titolo di lavorazione The International Syndicate, furono terminate a inizio gennaio 1917..

## Distribuzione
Distribuito dalla State Rights, il film venne presentato in prima visione il 10 febbraio 1917 a Chicago.
La prima parte del film venne distribuita il 14 luglio 1919 in Danimarca con il titolo Indlad dig aldrig med Fremmede; la seconda, prese quello di Indlad dig aldrig med Fremmede - Part 2: Den kvindekære Millionær.

### Conservazione
Copie complete della pellicola si trovano conservate negli archivi di Washington della Library of Congress e in quelli di Los Angeles dell'UCLA.